# Tatum Paxley
Natalie Holland (Dallas, 29 de outubro de 1996) é uma lutadora profissional americana que trabalha atualmente para a WWE, para a marca NXT, onde se apresenta sob o nome de ringue Tatum Paxley.

## Background
A experiência atlética de Holland inclui cheerleading e powerlifting. Ela é bicampeã da USA Powerlifting (USAPL), vencendo competições em 2019 e 2021.

## Carreira na luta livre profissional

### WWE

#### Começo (2021–2023)
Holland foi contratada pela WWE em agosto de 2021, após participar de testes físicos realizados pela empresa. Para começar seu treinamento, ela se apresentou no WWE Performance Center. Holland, agora sob o nome de ringue Tatum Paxley, fez sua estreia no episódio de estreia do NXT Level Up, fazendo equipe com Ivy Nile do Diamond Mine, sendo vitoriosas sobre Fallon Henley e Kayla Inlay. No episódio de 22 de fevereiro do NXT, Paxley e Nile participaram da primeira rodada do Dusty Rhodes Tag Team Classic feminino contra Kacy Catanzaro e Kayden Carter, mas foram derrotadas. Agora como uma dupla formalizada, Paxley e Nile participaram de uma luta fatal four-way de duplas contra Katana Chance (antiga Kacy Catanzaro) e Carter, Valentina Feroz e Yulisa Leon, e Toxic Attraction (Gigi Dolin e Jacy Jayne) no episódio de 2 de agosto do NXT pelo vago Campeonato de Duplas Femininas do NXT, mas não conseguiram vencer. Depois de se sentir moralmente abandonada por Nile, no episódio de 14 de março de 2023 do NXT, Paxley virou vilã e a abandonou durante uma luta triple threat de duplas, atacando Nile e causando sua derrota para Alba Fyre e Isla Dawn. No episódio de 4 de abril do NXT, Paxley foi derrotada por Nile.

#### Competição individual (2023–presente)
No final de 2023, Paxley adotou o personagem de uma figura perturbada e, ao entrar em 2024, iniciou uma história onde ela perseguia a campeã feminina do NXT, Lyra Valkyria, durante entrevistas nos bastidores e em suas lutas. Paxley se virou face no NXT: New Year's Evil em 2 de janeiro de 2024, após salvar Valkyria de um ataque de Lola Vice e Elektra Lopez, desenvolvendo eventualmente uma obsessão e uma paixão por Valkyria. Desde então, Paxley começou a interferir nas lutas de Valkyria, para o desgosto desta. No NXT: Roadblock em 5 de março, Valkyria e Paxley enfrentaram The Kabuki Warriors (Asuka e Kairi Sane) pelo Campeonato de Duplas Femininas da WWE, como recompensa de Valkyria para Paxley por não interferir nas lutas de título de Valkyria contra Shotzi e Lash Legend do The Meta-Four na semana anterior, mas falharam em conquistar os títulos após Valkyria acidentalmente chutar Paxley. No episódio de 9 de abril do NXT, após o NXT Stand & Deliver, onde Valkyria perdeu o Campeonato Feminino do NXT para Roxanne Perez, Paxley voltou a ser vilã quando se virou contra Valkyria, dizendo que o título não pertencia mais a Valkyria. Na semana seguinte do NXT, Paxley revelou que sua obsessão por Valkyria era apenas porque ela possuía o Campeonato Feminino do NXT. Mais tarde naquela noite, Paxley derrotou Thea Hail da Chase University após interferência de Jacy Jayne e Jazmyn Nyx, sendo atacada por Valkyria após a luta. A gerente geral do NXT, Ava, anunciou que Perez enfrentaria Paxley e Valkyria em uma luta triple threat pelo Campeonato Feminino do NXT na primeira semana do Spring Breakin', onde Perez manteve seu título.
No episódio de 28 de maio do NXT, Michin do O.C. do SmackDown derrotou Paxley para garantir uma vaga na luta de escadas de seis mulheres para coroar a campeã inaugural do Campeonato Feminino Norte-Americano do NXT no NXT Battleground. No NXT Battleground, em 9 de junho, no meio da luta pelo Campeonato Feminino do NXT entre Roxanne Perez e a campeã mundial de Knockouts da TNA, Jordynne Grace, Paxley apareceu da multidão e tentou roubar o Campeonato Mundial das Knockouts da TNA, mas foi impedida por Ash by Elegance (que lutava anteriormente na WWE como Dana Brooke) e Grace, que perdeu a luta pelo título devido à interferência. Isso levou Paxley a fazer sua estreia surpresa na TNA Wrestling no Against All Odds em 14 de junho, onde ela aceitou o desafio aberto de Grace pelo Campeonato Mundial das Knockouts da TNA, mas não conseguiu conquistar o título. Em julho, Paxley formou uma aliança de curta duração com Wendy Choo, que se virou contra Paxley na Semana 2 do NXT: The Great American Bash em 6 de agosto, depois que Paxley não conseguiu derrotar a campeã do Campeonato Feminino Norte-Americano do NXT, Kelani Jordan, pelo título. No episódio de 3 de setembro do NXT, Paxley derrotou Rosemary da TNA, que havia se aliado a Choo. Após a luta, Paxley foi atacada por Choo e Rosemary. Lyra Valkyria retornou ao NXT para salvar Paxley, e as duas se reuniram, com Paxley virando face novamente. No episódio de 22 de outubro do NXT, após sua derrota para Jaida Parker, Paxley foi enfiada em uma caixa de carga por Choo. No NXT Halloween Havoc em 27 de outubro, Paxley girou a roda "Spin the Wheel, Make the Deal", e a primeira luta de caixão feminino na WWE foi marcada entre ela e Choo, a qual foi vencida por Paxley dois dias depois, encerrando a rivalidade entre as duas.
No episódio de 26 de novembro do NXT, Paxley desafiou Fallon Henley do Fatal Influence pelo Campeonato Feminino Norte-Americano do NXT, mas não conseguiu conquistar o título. Após a luta, ela foi atacada por Henley e suas companheiras de grupo, Jacy Jayne e Jazmyn Nyx. Paxley foi salva por Gigi Dolin, que fez o seu retorno e formou uma aliança com ela. Na semana seguinte, Paxley e Dolin perderam para Jayne e Nyx em uma luta de duplas. Após a luta, uma Shotzi retornou e salvou a dupla de um ataque do Fatal Influence.

## Vida pessoal
Em 17 de setembro de 2023, foi revelado que Holland estava noiva do também lutador profissional Randy José Beidelschies, mais conhecido como Javier Bernal no NXT. Holland e Beidelschies se casaram em 28 de setembro de 2024.

## Títulos e prêmios
- Pro Wrestling Illustrated
  - PWI a colocou na #141ª posição das 250 melhores lutadoras individuais no PWI Women's 250 em 2024